# Ornatoscalpellum stroemii
Ornatoscalpellum stroemii is een rankpootkreeftensoort uit de familie van de Scalpellidae. De wetenschappelijke naam van de soort is voor het eerst geldig gepubliceerd in 1859 door M. Sars.